# Chiesa di San Mercurio (Cairo)
La Chiesa di San Mercurio (in copto ⲙⲁⲣⲕⲟⲩⲣⲓⲟⲥ ⲧⲁⲧⲣⲁⲡⲩⲗⲱⲛ ⲙ̀ⲫⲓⲟⲙ) nel Cairo copto è una chiesa copta ortodossa situata appena a nord della Fortezza di Babilonia nella Cairo antica tra un gruppo di importanti chiese, e all'interno dell'area conosciuta come il Chiostro di Abu Sayfayn si trovano tre chiese e un convento. Una di queste chiese, dedicata a San Mercurio, è la più grande del distretto dell'antica Babilonia.
La chiesa è intitolata a Mercurio di Cesarea che è noto come Abu Sayfayn ("doppia spada").

## Rilevanza
La Chiesa di San Mercurio è stata sede del Papa copto ortodosso di Alessandria tra il 1300 e il 1500 d.C. ed è forse l'unica al Cairo con le sue fondamenta originarie intatte. Si erge per 31,5 metri di lunghezza e 21 di larghezza.
Molti patriarchi copti risiedevano nella chiesa tra l'XI e il XV secolo e, successivamente, tra il XVI e il XVIII secolo, altri furono consacrati nella Chiesa di San Mercurio. La chiesa divenne anche il luogo di sepoltura per molti primati della Chiesa.

## Costruzione della chiesa

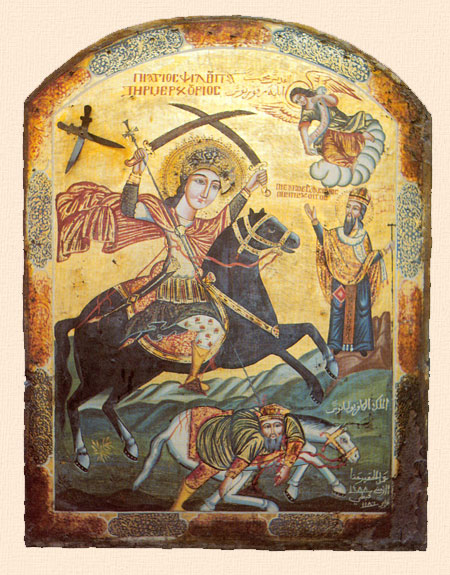
Icona di San Mercurio nella chiesa di San Mercurio nel Cairo copto.

La chiesa di San Mercurio fu demolita e trasformata in un deposito di canna da zucchero, ma fu ricostruita dal patriarca Abramo (974-979). Successivamente, nel 1080, 47 vescovi si incontrarono nella chiesa per ordine del visir fatimide Badr Al-Gamal per stabilire i canoni copti. Un assalto la bruciò completamente nel 1168, ma nel 1176 venne ricostruita.
Ai lati della porta vi sono due colonne corinzie, mentre al di sopra vi sono due icone, una di Gesù Cristo e l'altra della Santa Vergine. La copertura del santuario centrale è costituita da ebano intarsiato con croci e quadrati di sottile avorio placcato. Il coro contiene sessantatré icone realizzate da Orhan Karabedian, mentre la navata centrale contiene un bellissimo ambone costituito da mosaici che poggiano su quindici colonne. Il santuario meridionale, che era stato dedicato a San Gabriele, fu convertito in battistero, mentre il santuario settentrionale, decorato con avorio e legno, è consacrato alla Santa Vergine. Una scala fuori dalla navata nord conduce ad un santuario sotterraneo. San Barsum il Nudo rimase qui per vent'anni, morendo nel 1317. Nel suo giorno di commemorazione si tiene un servizio nel santuario.
Come molte altre antiche chiese copte ortodosse, è stata ricostruita e restaurata più volte nel corso dei secoli, spesso riutilizzando legno e pietra. Per questo motivo alcune parti di una chiesa potrebbero essere precedenti rispetto alla struttura stessa. Sebbene differiscano per dimensioni e caratteristiche architettoniche, portano l'inconfondibile timbro di una chiesa copta.